# (9941) Iguanodon
(9941) Iguanodon (1989 CB3) – planetoida z pasa głównego asteroid okrążająca Słońce w ciągu 3,49 lat w średniej odległości 2,3 j.a. Odkryta 4 lutego 1989 roku.